# Palung Mainadi
Palung Mainadi (nep. पालुङ मैनादी) – gaun wikas samiti w zachodniej części Nepalu w strefie Lumbini w dystrykcie Palpa. Według nepalskiego spisu powszechnego z 2001 roku liczył on 612 gospodarstw domowych i 2953 mieszkańców (1639 kobiet i 1314 mężczyzn).